# Granica grecko-włoska
Granica włosko-grecka – granica państwowa pomiędzy pozostającym w unii realnej od 16 kwietnia 1939 roku z Królestwem Włoch – Królestwem Albanii i Grecją na długości 256 kilometrów.
Początek granicy – na północy, styk granic Jugosławii, Grecji i Albanii na jeziorze Prespa. Następnie biegła w kierunku południowo-zachodnim na wschód od miast Korcza, Erseke, Leskovik, Gjirokaster i dochodziła do brzegów Morza Jońskiego na południe od Sarande, naprzeciw wyspy Kerkira (Korfu).
Granica pokrywała się z granicą pomiędzy Albanią i Grecją, ustaloną 29 lipca 1913 roku na konferencji w Londynie i potwierdzoną w listopadzie 1920 roku przez Konferencję Ambasadorów w Londynie.
Po kapitulacji Włoch, w 1943 roku Albanię okupowały wojska niemieckie. 
Formalnie granica istniała do 1947 roku, do podpisania przez Włochy paryskiego traktatu pokojowego.